# Râul Biucavăș
Biucavăș este un curs de apă, afluent al Pârâul cu Fagi. 